# Juan Manuel Fernández (baloncestista)
Juan Manuel "Lobito" Fernández (Río Tercero, Córdoba; 22 de julio de 1990) es un baloncestista profesional argentino. Se desempeña en la posición de base para el Reyer Venezia Mestre de la Serie A de Italia. Representó a la Argentina a nivel internacional. 

## Trayectoria

### Primeros años
Por insistencia de su padre, comenzó a jugar al baloncesto a la edad de seis años. Se describió a sí mismo como un "niño pequeño y gordo" que estaba más interesado en ser arquero de fútbol en un principio.
Se formó en la cantera del 9 de Julio, donde llegó a actuar con el equipo superior del club a la par de su padre. Recibió ofertas para jugar en la segunda y tercera división de España tras graduarse de la secundaria Instituto Dr. Alexis Carrel de Río Tercero. Sin embargo terminó escogiendo ingresar al circuito del baloncesto universitario estadounidense. Pepe Sánchez, jugador de baloncesto argentino que jugó en la Universidad de Temple, lo asesoró por correo electrónico:

"No soy el tipo de persona que predica acerca de lo que la gente debería hacer. Pero cuando jóvenes como Juan me preguntan, les digo que mis dos mejores experiencias en el baloncesto fueron jugando para mi equipo universitario y mi selección -- ocasiones en las que el dinero no estaba involucrado. Era acerca de la oportunidad de representar a tu universidad y tu país. Más que eso, abrió mi cabeza. Cuando hablé con Juan, me di cuenta que el se encontraba en una situación parecida a la mia y esa universidad sería la universidad correcta para él. Le dije que sin importar que pasé en el baloncesto -- ya sea que juegue en la NBA, en Europa, o donde sea -- ir a la universidad haría la diferencia más grande en su vida.

Sánchez recomendó a Fernández al entrenador de su alma mater, Fran Dunphy. Tras su visita oficial al campus de Philadelphia en septiembre de 2008, Fernández firmó su primer contrato y regresó en diciembre para unirse a los Owls.

### Carrera universitaria

#### Freshman
En Temple, Fernández fue comparado inmediatamente con Pepe Sánchez; de hecho fue apodado, "Pepe Sánchez con salto de lanzamiento". Eligió el dorsal de Sánchez, el número 4, pero señaló que era en honor a su padre. Frente a los Kent State Golden Flashes, Fernández convirtió ocho puntos y realizó cuatro asistencias en su debut, tres días después de haber llegado a Estados Unidos. Su máximo de puntos en esa temporada fue de 19, el 15 de febrero de 2009, para vencer a los Duquesne Dukes por 78 a 73. Los Owls llegaron al Torneo de la NCAA de 2009 tras ganar el título de la Atlantic Ten Conference. En 23 juegos, promedió 5.5 puntos y 2.7 asistencias por partido, y obtuvo un puntaje promedio de 3.0 en su clase.

#### Sophomore
En su segundo año, comenzó a jugar como escolta en la alineación titular de Temple, un cambio que fue extraño para él ya que se encontraba acostumbrado a jugar de base. Continuó jugando en ambas posiciones y lideró la tabla de asistencias de su equipo con 3.6 por juego. Incrementó su promedio de puntos a 12.6, el segundo mejor de su equipo, y lideró en la estadística de triples convertidos de la conferencia con 45.3%. Convirtió dos dígitos en 23 juegos. En diciembre de 2009 consiguió el premio de Mejor Jugador de la Semana del Philadelphia Big Five en dos ocasiones.
Fernández contribuyó en el récord de 29-5 de su equipo en la temporada, y el título de la temporada regular con un récord 14-2, logrando así por tercera vez consecutiva la clasificación a la División I de la NCAA. Sus 18 puntos en la final ante Richmond le valieron la consideración de jugador más importante del torneo. En la NCAA, Temple se clasificó el quinto y hubo de enfrentarse con el duodécimo clasificado, Cornell Big Red, en la primera ronda. Pese a convertir 14 puntos, su equipo fue eliminado por 78 a 65. Al finalizar la temporada, Fernández recibió una mención de conferencia.

#### Junior
Tras la graduación de su compañero de equipo, Luis Guzmán, Fernández volvió a jugar en su posición natural de base y fue elegido en el equipo de pretemporada de la conferencia. Fue colocado en la lista de seguimiento del Bob Cousy Award, que premia al mejor base del baloncesto universitario. Pese a un deterioro en porcentaje de campo (35.5%), tres puntos (33.3%), y promedio de puntos (11.2 ), lideró a su equipo en asistencias con 3.9.
Fernández lideró a Temple a un récord de 26-8 para así clasificarse séptimos en el torneo de la NCAA. En la ronda de 64 equipos, convirtió un triple con 0.4 segundos restante para así derrotar a los Penn State Nittany Lions por 66 a 64, partido en el que consiguió 23 puntos. Anotó 14 puntos ante San Diego State Aztecs pero no fue suficiente ya que su equipo fue derrotado en dos tiempos suplementarios. Fue nombrado en el tercer equipo de la conferencia y en el equipo académico, así como en el segundo equipo de la Philadelphia Big Five.

#### Senior
Fue seleccionado en el primer equipo de la Atlantic 10 en la pretemporada.
Al finalizar la temporada fue elegido en el tercer equipo y en el equipo académico de la conferencia.

### Profesional
Empezó su carrera profesional en 2012, tras firmar con Olimpia Milano de la LEGA de Italia. Sin embargo, en el inicio de la temporada 2012-13, fue cedido al Centrale del Latte Brescia de la Legadue. En 40 partidos, promedió 28.2 minutos, 8.8 puntos y 4.8 asistencias. 
Olimpia Milano le rescindió su contrato al año siguiente y de esta manera pudo incorporarse al Dinamo Basket Sassari, pudiendo así hacer su debut en la máxima categoría del baloncesto profesional italiano. De todos modos, al no tener continuidad en el equipo, a mitad de temporada regresó a su país, repatriado por Obras Basket para disputar la segunda fase y los playoffs de la temporada 2013-14 de la LNB.
Retornó al Basket Brescia Leonessa en 2014, club para el que jugaría dos temporadas.
En septiembre de 2016 cambió Italia por España al fichar con el Cafés Candelas Breogán de la Liga LEB. Sin embargo sólo estuvo un año allí, dejando el club sin poder cumplir con su objetivo de lograr el ascenso a la Liga ACB.
Volvió en 2017 a Italia para incorporarse al Pallacanestro Trieste, donde jugaría hasta el 25 de enero de 2022, fecha en la que hizo el anuncio sorpresivo de que había decidido dejar de jugar profesionalmente.
Tras más de dos años de ausencia, Fernández volvió a las canchas en julio de 2024 al anunciar su fichaje por parte del Reyer Venezia Mestre.

## Selección argentina
Fernández jugó con los seleccionados juveniles de baloncesto de Argentina, disputando el Campeonato Sudamericano de Baloncesto Sub-16 de 2006, el Campeonato FIBA Américas Sub-18 de 2008 -donde los argentinos vencieron a sus pares estadounidenses en la final- y el Campeonato Mundial de Baloncesto Sub-19 de 2009.
Con la selección mayor, jugó dos ediciones del Campeonato Sudamericano de Básquetbol: la de 2010, en la que terminó como subcampeón, y la de 2012, donde se consagró campeón.
Asimismo, a nivel continental, disputó el torneo de baloncesto masculino de los Juegos Panamericanos de 2011 y el Campeonato FIBA Américas de 2013.
Fue miembro del plantel que consiguió la medalla de oro en el torneo de baloncesto masculino de los Juegos Suramericanos de 2014.

## Estadísticas

### NCAA
Resumen estadístico en la NCAA:
| Año     | Equipo      | PJ | PT | MPP  | %TC  | %3P  | %TL  | RPP | APP | ROB | TPP | PPP  |
| ------- | ----------- | -- | -- | ---- | ---- | ---- | ---- | --- | --- | --- | --- | ---- |
| 2008-09 | Temple Owls | 23 | 0  | 19.6 | .364 | .353 | .682 | 1.9 | 2.7 | 0.4 | 0.0 | 5.5  |
| 2009-10 | Temple Owls | 34 | 30 | 31.6 | .427 | .453 | .847 | 2.4 | 3.6 | 0.9 | 0.1 | 12.6 |
| 2010-11 | Temple Owls | 30 | 29 | 31.8 | .355 | .333 | .806 | 2.9 | 3.9 | 0.8 | 0.1 | 11.2 |
| 2011-12 | Temple Owls | 32 | 32 | 32.3 | .403 | .431 | .804 | 2.8 | 3.8 | 1.0 | 0.2 | 11.1 |

## Palmarés

### Distinciones personales

#### Universidad
- Mención honorable All-Atlantic 10 2010
- MVP Atlantic 10 2010
- Tercer equipo All-Atlantic 10  2010–11
- All-Atlantic 10 Academic Team 2010–11

## Vida personal
Es hijo de Gustavo Ismael Fernández y de Nancy Fiandrino. Su padre jugó en la posición de base en varios equipos de Argentina. Se ganó el apodo de "Lobito" (el mismo que su padre) tras jugar en un equipo con un lobo de mascota. Su hermano menor, también llamado Gustavo, sufrió un accidente durante su niñez y quedó destinado a usar silla de ruedas, convirtiéndose posteriormente en un destacado jugador de tenis en silla de ruedas.